# Paul Mengel
Paul Fritz (i födelseboken Fredrick) Mengel, född 29 november 1813 i Sankt Petri församling, Malmöhus län, död 21 februari 1889 i Sankt Nikolai församling, Stockholms stad, var en svensk lantbrukare, politiker och journalist.
Paul Mengel var son till domkyrkokamreraren Carl Mengel. Han blev 1828 student vid Lunds universitet men hade inga framgångar i studierna och blev istället 1830 lantbrukselev på Johan Theophil Nathhorsts skola i Näs. Han kom senare att återkomma till Näs som lärare och personlig vän till familjen Nathhorst. 1832 studerade han en tid jordbruk i Tyskland, men återkom snart till Sverige. Han arbetade 1832 som journalist för Skånska Correspondenten och sommaren 1832 samt åter 1856-1884 som journalist i Aftonbladet. 1833-1836 var han arrendator och lantbrukare på Klackeborgs säteri. Sedan Mengel erhållit ett arv kunde han 1845 köpa Vallby gård i Håbo-Tibble socken, som han sedan brukade fram till 1859 och därefter lät utarrendera. Han var 1845-1848 journalist i Jönköpingsbladet och 1848-1871 i Snäll Posten som utgavs i Malmö. 1856-1858, 1859-1860 och 1862-1863 var Paul Mengel riksdagsledamot för bondeståndet och som sådan 1856-1858 ledamot av bondeståndets särskilda bevillningsutskott, 1859-1860 och 1862-1863 av Konstitutionsutskottet, 1859-1860 ledamot av särskilda bevillningsutskottet, 1862-1863 av särskilda utskottet nr 3, 1862-1863 av förstärkta lagutskottet och 1862-1863 statsrevisor. Mengel var även 1859 journalist i Norrköpings-kuriren och från 1864 Stockholmskorrespondent för Göteborgs-Posten.